# 刈谷市総合運動公園
刈谷市総合運動公園（かりやしそうごううんどうこうえん）は、愛知県刈谷市築地町にある公園である。分類は運動公園。総合体育館「ウィングアリーナ刈谷」、サッカーや陸上競技などができる多目的グラウンド「ウェーブスタジアム刈谷」、人工芝1面、天然芝1面のサッカー専用のグラウンド「グリーングラウンド刈谷」の3施設からなる総合運動公園である。
北側には逢妻川が流れている。東側には国道23号（知立バイパス）が通っている。園内への入場は無料だが、グラウンドなどの施設の利用は有料。休館日は水曜日と年末年始。

## 歴史
かつてはここに築地古墳があったが、大正時代の耕地整理によって取り壊された。今は後に建てられた石の看板が園内に残っている。
1994年（平成6年）10月1日に刈谷市総合運動公園がオープンした。1990年代後半、この地に収容人数5万人規模のサッカースタジアムを建設する計画があった。刈谷市は2002年（平成14年）の日韓ワールドカップ開催地に名乗りを上げ、同時期にサッカースタジアム建設計画のあった豊田市と愛知県の推薦を求めて争ったが、落選したことでスタジアム建設計画も頓挫した。なお、愛知県の推薦を得た豊田スタジアムも、結局日韓ワールドカップの開催地には選ばれなかった。

## 施設
- ウィングアリーナ刈谷（総合体育館） - 体育館や卓球場、トレーニングルーム、プールなどからなる総合体育館。
  - B.LEAGUE（男子バスケットボール）に所属するバスケットボールチームシーホース三河、W LEAGUE（女子バスケットボール）に所属するデンソーアイリスとトヨタ紡織サンシャインラビッツのホームアリーナである。
- ウェーブスタジアム刈谷（多目的グラウンド） - サッカーや陸上競技などができるグラウンド。
  - FC刈谷のホームグラウンドである。
- グリーングラウンド刈谷（サブグラウンド） - 面積が18,000m2もある。
  - 人工芝1面、天然芝1面のサッカー専用のグラウンド。
- 駐車場 - 一般車両565台、大型車両11台利用可能。
- 駐輪場 - 180台利用可能。

## イベント
- 刈谷わんさか祭り - お盆明けの休日に行われる夏祭り。花火大会が開催される。

## 所在地
- 愛知県刈谷市築地町荒田1番地

## 交通手段

### 自動車
- 国道23号（知立バイパス）
  - 名古屋方面からは一ツ木インターチェンジ下車
  - 安城方面からは上重原インターチェンジ下車。

### 鉄道
- 名鉄名古屋本線 富士松駅下車、徒歩で約15分又は下記のバスに乗り換え。
- JR東海道本線・名鉄三河線 刈谷駅下車、徒歩で約60分（1時間）又は下記のバスに乗り換え。

### バス
- 刈谷市公共施設連絡バス（西境線・東境線・一ツ木線）「総合運動公園」停留所下車。
- 名鉄バス刈谷・愛教大線「刈谷総合運動公園」停留所下車。

## ギャラリー

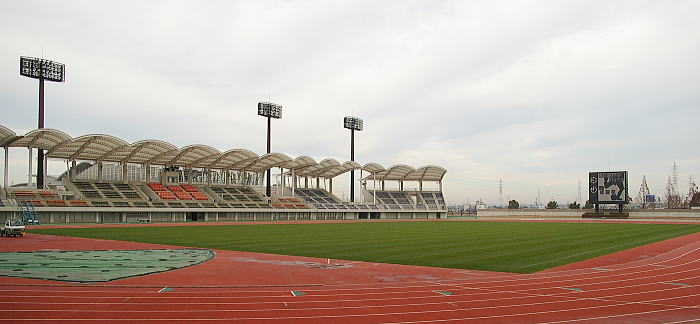
ウェーブスタジアム刈谷
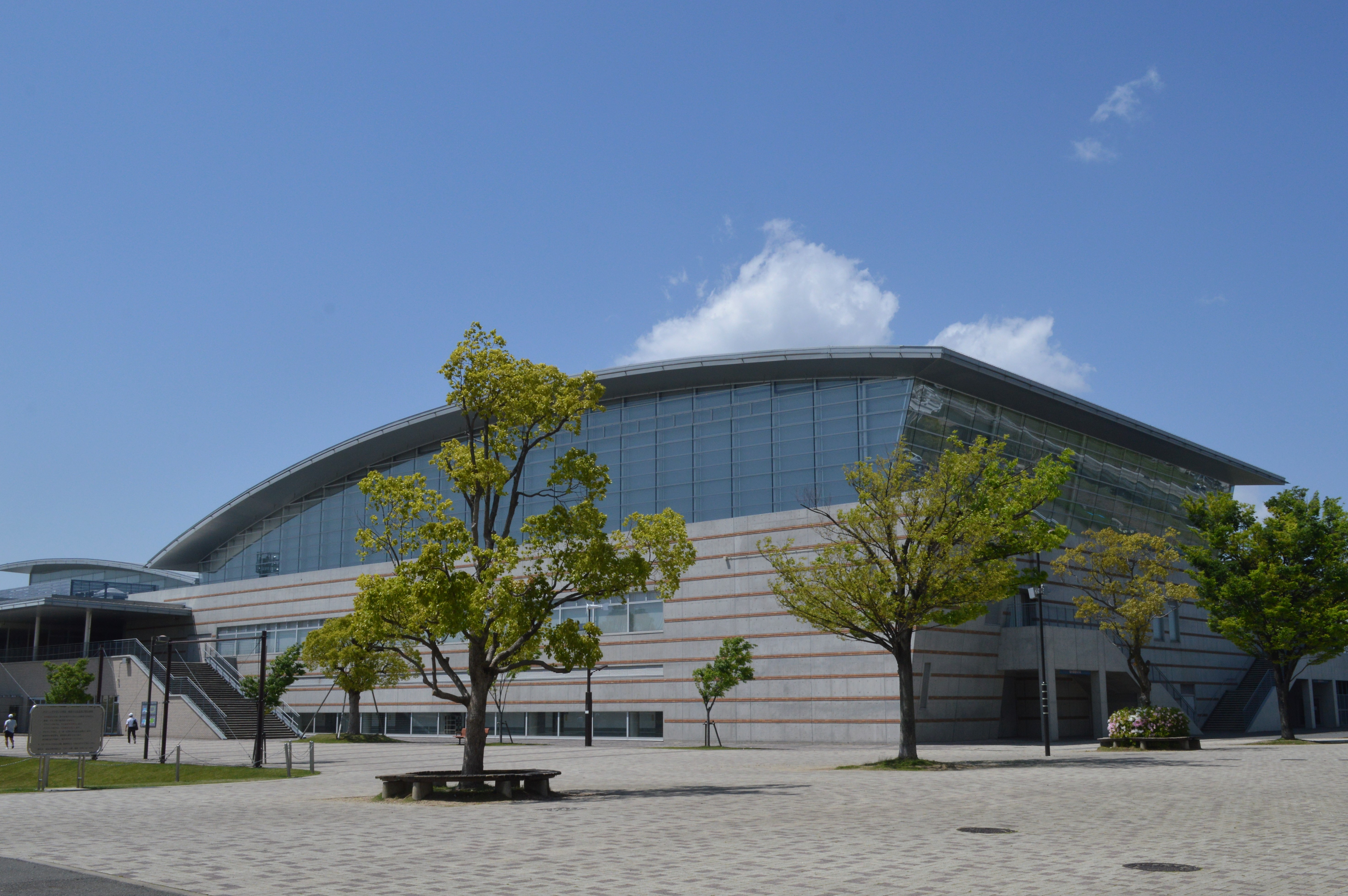
ウィングアリーナ刈谷
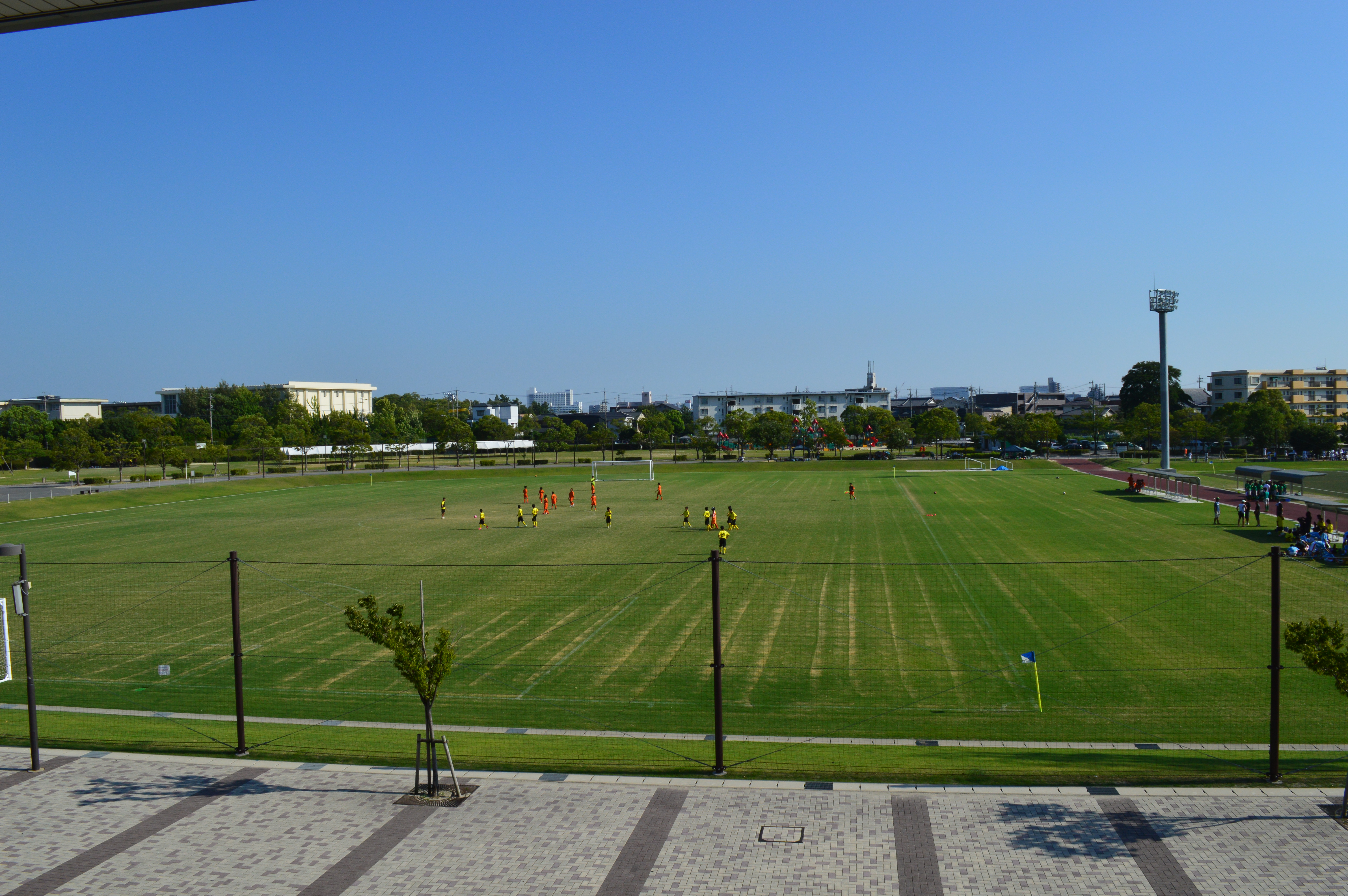
グリーングラウンド刈谷
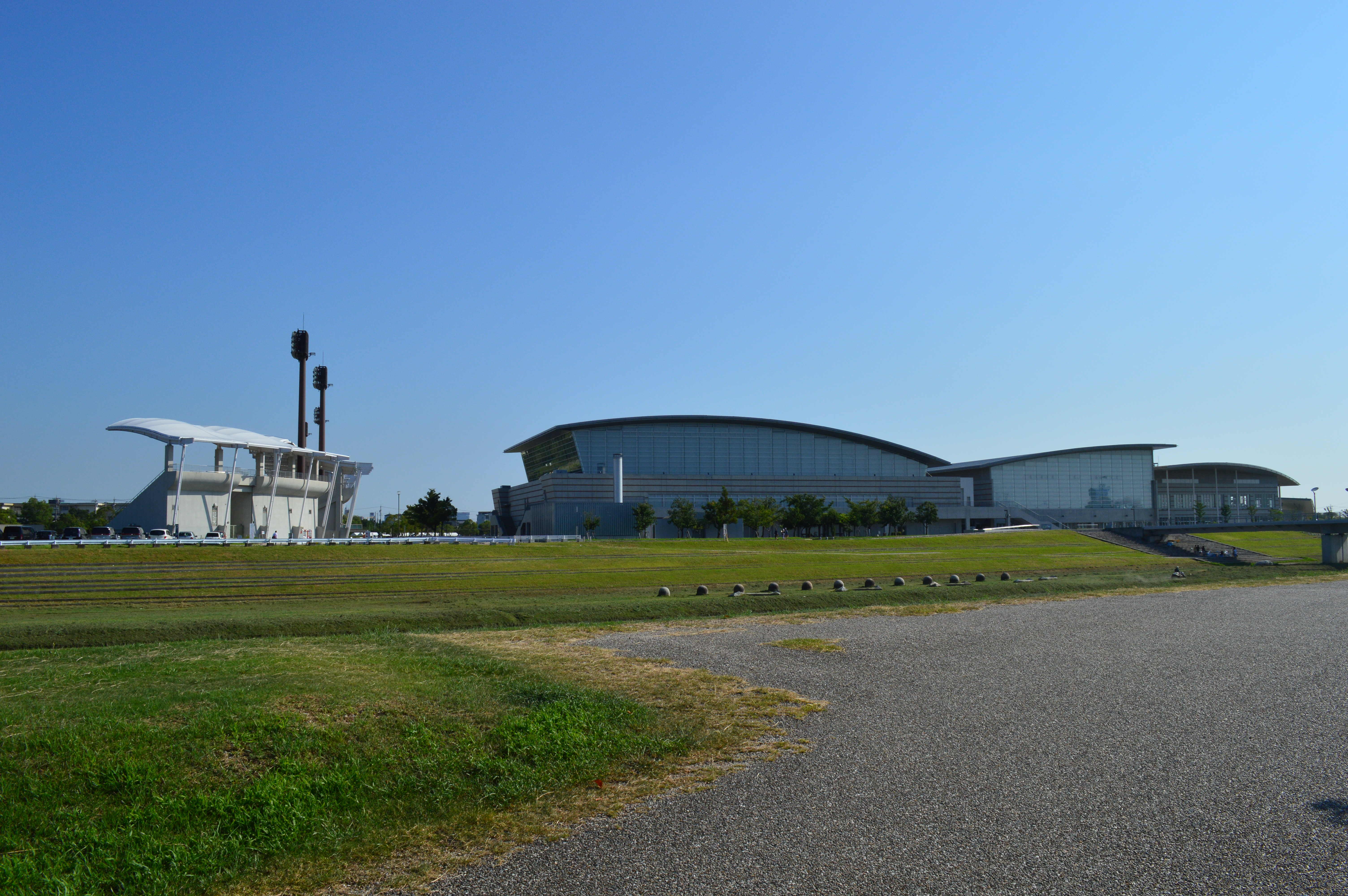
ウェーブスタジアム（左）とウィングアリーナ（右）
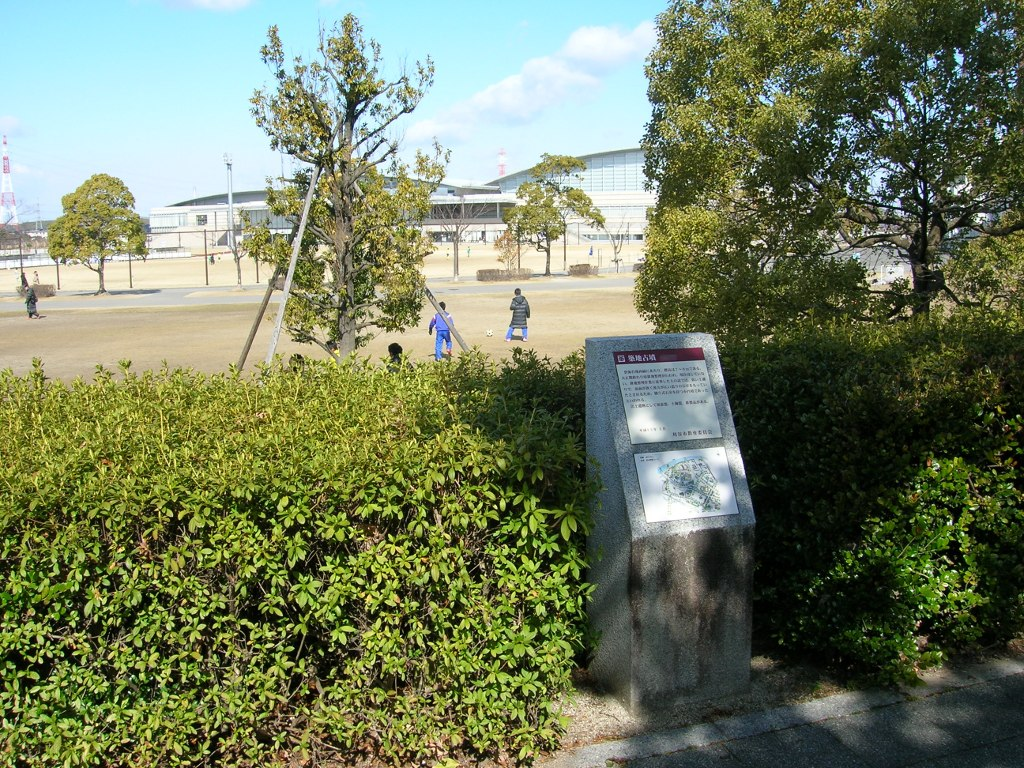
築地古墳跡地